# Individuación
Individuación, principio de individuación o proceso de individuación (en latín: principium individuationis) es definido desde la psicología analítica de Carl Gustav Jung como «aquel proceso que engendra un individuo psicológico, es decir, una unidad aparte, indivisible, un Todo». Existe un concepto genérico y antecedente perteneciente a la ontología e historia de la filosofía denominado a su vez principio de individuación.

## Definición
En palabras de su propio autor,

Individuación significa llegar a ser un individuo y, en cuanto por individualidad entendemos nuestra peculiaridad más interna, última e incomparable, llegar a ser uno Mismo. Por ello se podría traducir individuación también por mismación o autorrealización.

Noto una y otra vez que el proceso de individuación se confunde con el devenir consciente del Yo, y por ello el Yo se identifica con el Sí-mismo (arquetipo central de lo inconsciente colectivo), de lo que naturalmente surge una grave confusión del concepto. Pues de este modo la individuación se convierte en el mero egocentrismo y autoerotismo. Sin embargo, el Sí-mismo comprende infinitamente mucho más en sí que un mero Yo... Es tanto uno como los otros, como el Yo. Individuación no excluye al mundo sino que lo incluye.

También resulta interesante reseñar cómo Jung establece una interconexión entre individuo e infinitud:

El sentimiento de lo infinito sólo lo alcanzo, sin embargo, cuando estoy limitado al máximo. La mayor limitación del hombre es la persona; se manifiesta en la vivencia «¡yo no soy más que esto!». Solo la consciencia de mi estrecha limitación en la persona me une a la infinitud del inconsciente. En esta consciencia me siento a la vez limitado y eterno, como el Uno y el Otro. Al saberme único en mi combinación personal, es decir, limitado, tengo la posibilidad de tomar consciencia también de lo infinito. Pero sólo así.